# Yelena Shushunova
Yelena Shushunova, orthographié en France Elena Chouchounova, (en russe Еле́на Льво́вна Шушуно́ва, Elena L'vovna Chouchounova), née le 23 avril 1969 à Léningrad (Union soviétique) et morte le 16 août 2018 à Saint-Pétersbourg (Russie), est une gymnaste soviétique puis russe.
Elle est notamment 5 fois championne du monde entre 1985 et 1987 et double médaille d'or aux jeux olympiques de Séoul en 1988. Elle fait partie du Temple de la renommée de la gymnastique depuis 2004 et du Temple de renommée des sportifs internationaux juifs depuis 2005.

## Biographie
Née à Léningrad, où elle passe son enfance, elle commence la gymnastique vers l'âge de six ans. Championne d'europe junior en 1982, elle remporte l'année suivante la coupe d'URSS, première victoire d'une longue série dans cette compétition.
Membre de l'équipe olympique soviétique, elle ne peut cependant participer aux Jeux de Los Angeles, du fait du boycott par l'URSS de cette compétition. Elle domine cependant dès cette période la gymnastique féminine mondiale. Médaille d'or au concours général, aux barres asymétriques, au sol et au saut lors des championnats d'Europe de 1985, elle remporte cette même année le titre mondial par équipe, ainsi qu'au concours général et au saut. En 1986, elle s'impose lors de la Coupe du Monde en remportant quatre épreuves, dont le concours général.
En 1987, si elle n'est que deuxième, derrière Aurelia Dobre, au concours général des championnats du monde, elle remporte le titre au saut et au sol.
L'apogée de sa carrière est sans doute son titre au concours général lors des Jeux Olympiques de 1988, qu'elle cumule avec le titre par équipe pour l'URSS.
Elle quitte alors la compétition internationale, et s'engage au sein de la fédération soviétique de gymnastique. Elle participe notamment à l'organisation des Jeux de la bonne volonté (Goodwill games) dans sa ville natale en 1994, puis à celle des championnats d'Europe de 1998.
Elle a donné son nom à deux figures répertoriées, l'une aux barres asymétriques, l'autre à la poutre.
Elle meurt prématurément, à quarante-neuf ans, des suites d'une pneumonie.